# Zicke zacke zicke zacke hoi hoi hoi
Zicke zacke zicke zacke hoi hoi hoi ist eine als Trinkspruch oder Anfeuerungsruf verwendete Phrase. 

## Geschichte
Ausgeführt wird er meist als Wechselgesang zwischen dem Anführer und der Gruppe. Der Anführer ruft: Zicke zacke zicke zacke! und die Gruppe antwortet: Hoi hoi hoi!, letzteres ist eine Kürzung des Ausrufs Ahoi! Sprachwissenschaftlich handelt es sich bei der Phrase um eine Reduplikation, eine tiefere Bedeutung hat die Formulierung wohl nicht.
In den 1920er Jahren war der Begriff unter Studenten und Schülern bereits bekannt und wurde als Trinkspruch genutzt. Heinz Küpper zufolge leitet er sich aus den "zeremoniell eckigen Bewegungen" ab, die dem Ansetzen des Glases vorausgehen.
1935 wurde das Stück Zicke Zacke von Herms Niel komponiert, dessen Refrain mit den Zeilen Zicke zacke zicke zacke heu heu heu / Die kleinen Mädchen sind so treu beginnt. Das populäre Stück wurde noch im selben Jahr in textlich verschiedenen Versionen aufgenommen, so von Niel selbst mit dem Reichsmusikzug des Arbeitsdienstes, aber auch mehrfach von Erwin Hartung als "zivile" Version, gekürzt um militärische Textabschnitte.
Nach dem Krieg wurde der Ruf vor allem im Sport und als Trinkspruch weiter gepflegt, kam aber auch in zahlreichen Stimmungsschlagern vor, so 1964 bei Bill Ramsey (Zicke Zacke Hoi), 2003 bei der Band Hoi! (Zicke Zacke) oder 2004 von DJ Ostkurve (Zicke Zacke). Im Kontext von Schlagerkonzerten gilt es als fester Bestandteil vieler Auftritte.
Zwischen 1999 und 2003 wurde dieser Ruf in der US-amerikanischen Fernsehsendung The Man Show von Jimmy Kimmel und Adam Carolla als Trinkspruch verwendet.